# Aegus kirsteni
Aegus kirsteni es una especie de coleóptero de la familia Lucanidae.

## Distribución geográfica
Habita en Malasia.